# Cine posmoderno
Cine postmoderno es la clasificación de obras cinematográficas que articulan temas e ideas del posmodernismo. Las películas posmodernas intentan subvertir las convenciones de la estructura narrativa y caracterización, y pone a prueba la suspensión de la incredulidad de la audiencia. Y a menudo cambian las representaciones típicas de género, raza, clase, y tiempo con el objetivo de crear algo que no cumpla con la expresión narrativa tradicional.
La posmodernidad designa generalmente un amplio número de movimientos artísticos, culturales, literarios y filosóficos del siglo XX, definidos en diverso grado y manera por su oposición a la estética de la modernidad. El cine posmoderno o postmoderno se corresponde con una época que va desde finales de la década de 1980 hasta la actualidad y está basado en el eclecticismo y la mezcla de características de diferentes estilos cinematográficos ya creados.

## Historia
El cine postmoderno surge del desencanto producido por los movimientos sociales y políticos de finales del siglo XX. Otro de los factores que influyen en su aparición es la evolución del cine independiente, al que se incorporan nuevos autores, fundamentalmente del este de Europa y de las cinematografías asiáticas, en especial japonesas y coreanas, que aportan nuevas visiones y nuevas formas expresivas, más próximas  a las ideas del modernismo y el movimiento a favor de la tolerancia y la diversidad cultural. Precisamente por ello, es la conjunción de movimientos que tienen en común el rechazo a “la razón”, negando la posibilidad de un conocimiento total y objetivo. Para el posmodernismo la única verdad posible es la subjetividad.

### Antecedentes
Los cineastas ingleses y norteamericanos fueron los primeros en rodar películas postmodernas. En esta nueva era, después de los apocalípticos años 1970, y con la instauración de la violencia y contenidos conservadores en la pantalla, la seducción a través de la tersura de la imagen, los ritmos del montaje y la violencia del color se anuncian como estandartes de una nueva relación entre el cine y su público. A una época marcada por los grandes ideales le sigue otra de descreimiento y autoironía, de negativa a crear.
Uno de los primeros géneros del cine posmoderno es la ciencia ficción, que se convierte en uno de los vehículos ideales y retoma motivos del cine policial de la década de 1940, la historieta y discusiones existenciales, como por ejemplo Blade Runner (Ridley Scott, 1982), donde la trama dota de acentos trágicos a los perfectos pero efímeros replicantes, creados para ser esclavos.
La alquimia entre ingleses y norteamericanos ha aportado al posmodernismo su fino sentido del humor y una poderosa imaginación visual.
Elementos que posteriormente caracterizarían el lenguaje cinematográfico a partir de la década de 1970 se encuentran desde el periodo mudo. Por ejemplo, la ruptura intencionada de la suspensión de incredulidad fue una de las características más notables de los hermanos Marx, por ejemplo con sus continuas alusiones al espectador hablando a la cámara. La película muda italiana Maciste, de 1915, un espectador llama a Maciste y éste sale de la pantalla, recurso que posteriormente utilizaría Woody Allen en La rosa púrpura de El Cairo. Esa ruptura de la llamada "cuarta pared" que separa la obra proyectada del espectador, ya la había roto deliberadamente Winsor McCay con Gertie the Dinosaur (1914). También durante el mismo periodo de cine mudo apareció la temática de la "superrealidad", siendo el ejemplo más icónico el personaje de María en Metrópolis. El propio género Peplum ya se adelantó a la posmodernidad interactuando con diversos géneros. El spaghetti western fue de por sí un ejercicio de deconstrucción del género western. Las primeras muestras vocacionales de posmodernismos las encontramos precisamente en la película Hasta que le llegó su hora, de Sergio Leone, un ejercicio de análisis de ese propio género cinematográfico. En la narrativa del cambio de siglo del XIX al XX encontramos también las primeras muestras de destrucción del metarrelato, con la aparición de la intrahistoria. Por último, la intertextualidad es una de las constantes del cine de Jess Franco antes de la consolidación de ésta como elemento distintivo de la posmodernidad.
El posmodernismo se siguió fraguando hasta dar lugar a los filmes Halloween y Blade Runner, que definieron y estructuraron finalmente el estilo.

## Características
El cine posmoderno, partiendo del primario posmodernismo de Fry o Lyotard y de claras raíces fílmicas en la nouvelle vague francesa, busca explorar y excitar emociones, temas, situaciones, caracteres, yendo más allá de las convenciones del retrato convencional de personaje y la lógica en la estructura en el tiempo y espacio narrativo. Las características principales son:
- Alteración de la estructura clásica temporal, por medio del flashbacks (El padrino: Parte II), simultaneidad de acciones (Pulp Fiction), invirtiendo la relación causa-efecto (Memento), mezcla de formatos (JFK) o efectos de montaje (American Beauty).
- El mensaje de la película está abierto a la interpretación personal de cada espectador (Cube).
- Mezcla de géneros (Fargo).[7]
- Desaparición del interés por mostrar una realidad creíble, forzando que sea evidente la naturaleza artificial del cine por medio de una iluminación, escenografía, vestuario, etc., artificiosos (Chicago).[8]
- Ruptura intencionada de la suspensión de incredulidad (La rosa púrpura del Cairo)
- Deconstrucción de los sistemas narrativos y de análisis de los esquemas sociales, familiares, etc. (Revolutionary Road), así como de los convencionalismos y tradiciones culturales (Shrek).
- Intertextualidad muy evidente o referentes muy claros a obras anteriores (Los abrazos rotos).[9]
- Desmitificación de los héroes o humanización de los mismos (The Dark Knight).[10]
- Visión nostálgica del pasado (You're the One (una historia de entonces)).[11]
- Montaje rápido, barroco o agresivo (Slumdog Millionaire).
- Superrealidad. Creación artificial de seres, existencias o estados que se confunden o superan a los reales (Inception).[12] Exploración de las fronteras entre realidad y ficción (Abre los ojos).[13]
- Protagonismo extremo de la imagen, por encima incluso del contenido (Moulin Rouge!, Spring Breakers, The Neon Demon).[14] El cine posmoderno es un cine esteticista (El viaje de Chihiro).
- Metalingüismo. El cine, tanto como referente cultural como de su propio lenguaje, se convierte en protagonista. El cine posmoderno es cine sobre el propio cine (El aviador, Scream 4)
- Pesimismo o desencanto en el tratamiento de la historia (Brokeback Mountain).[15]
- Recurso del pastiche para disfrazar a las películas con una estética clásica (L.A. Confidential).[16]
- Tratamiento excesivo del sexo y la violencia, mostrados sin tapujos (Basic Instinct). También hay tendencia a mostrar un vocabulario soez sin censura y no se ocultan las pasiones desenfrenada, tabúes sociales como las drogas y las situaciones humanas más extremas (Trainspotting).[17]
- Tendencia a la parodia del cine precedente (Austin Powers).[18]
- Popularización de los remakes (The Departed), secuelas y continuación de sagas (Alien vs. Depredador) y adaptaciones de obras de medios artísticos populares, como el cómic (Camino a la perdición), la televisión (Los ángeles de Charlie) y el videojuego (Resident Evil)[19]
- Relativización moral, que lleva a convertir en protagonistas a asesinos en serie sin ningún juicio de valor (El silencio de los corderos).
- Distanciamiento moral. El director no juzga las acciones ni a los personajes, sino que los muestra sin valoraciones previas para que sea el espectador quien tome su propia opinión (Ágora).[20]
- Sustitución del metarrelato o realidades absolutas (Dios, la patria, la razón, la ciencia positiva etc. que habían sido en épocas anteriores fuente de sentido para el hombre) por los "pequeños relatos", lo cotidiano, las pequeñas cosas. (Señales)[21]
- Plasmar las preocupaciones de la actual aldea global, como la multiculuralidad (Babel), la diversidad sexual (In & Out), nuevos tipos de familia (El banquete de bodas) y la ecología (Avatar).[22]